# Малания, Сосо Юрьевич
Сосо Юрьевич Малания (груз. სოსო იურის ძე მალანია; 26 сентября 1964, Миха-Цхакая) — советский и грузинский футболист, защитник.

## Биография
Начал выступать на взрослом уровне в 1982 году в составе сухумского «Динамо» во второй лиге, провёл в команде четыре сезона и сыграл около 100 матчей. Участник летней Спартакиады народов СССР 1983 года в составе сборной Грузинской ССР.
В 1986 году перешёл в «Торпедо» (Кутаиси). Дебютный матч в высшей лиге сыграл 30 марта 1986 года против харьковского «Металлиста». Всего в составе «Торпедо» сыграл 24 матча, а команда заняла последнее место и вылетела из высшей лиги. В 1987 году футболист провёл 6 матчей в высшей лиге в составе тбилисского «Динамо».
В 1988 году вернулся в сухумское «Динамо», где провёл два сезона.
После выхода грузинских команд из чемпионата СССР выступал за «Цхуми», за четыре следующих сезона сыграл в чемпионате Грузии 98 матчей и забил 27 голов. Затем играл за «Гурию», «Иверию» (Хашури) и «Динамо» (Батуми). В общей сложности в высшей лиге Грузии сыграл 128 матчей и забил 34 гола.
В конце карьеры выступал в Китае за клуб «Шамынь», по другим данным — за «Цзилинь»/«Яньбянь».
По состоянию на 2018 год является президентом «Федерации футбола Абхазии», подконтрольной грузинским властям.